# Laurence Rase
Laurence Rase (Bergen, 4 april 1977) is een voormalig Belgisch taekwondoka.

## Levensloop
Rase studeerde politieke wetenschappen aan de UIA te Antwerpen en rechten aan de Universiteit van Luik.
Ze startte met taekwondo op haar 13 jaar bij de Bergense club Rigam Academy. In 2006 werd ze Europees kampioene te Bonn in de klasse +72kg. Tevens behaalde ze tweemaal een bronzen medaille op het wereldkampioenschap en tweemaal op het EK. Daarnaast behaalde ze medailles op verschillende Belgische, Nederlandse, Franse en Open Duitse kampioenschappen. Ook nam ze in 2004 deel aan de Olympische Zomerspelen te Athene voor België, alwaar ze de kwartfinales bereikte.
In 2009 zette ze een punt achter haar professionele sportcarrière en in 2010 ging Rase aan de slag als topsportverantwoordelijke bij de Vlaamse taekwondobond.

## Palmares
- Wereldkampioenschap + 72kg: 1999 en 2005
- Europees kampioenschap +72kg: 2006
- Europees kampioenschap +72kg: 1998 en 2004

- Open Belgisch kampioenschap: 1998, 2002 en 2005
- Open Frans kampioenschap: 2003
- Open Nederlands kampioenschap: 1995, 1997 en 2008
- Open Duits kampioenschap: 1996, 2004 en 2009
- US Open: 2007

- Open Belgisch kampioenschap: 1997, 2003, 2006 en 2007
- Open Duits kampioenschap: 1995, 2003 en 2006
- US Open: 2003

- Open Belgisch kampioenschap: 1995 en 1999
- Open Nederlands kampioenschap: 1996, 2002, 2005, 2006 en 2007
- Open Duits kampioenschap: 1993 en 2005